# Lucy Bryce
Lucy Meredith Bryce (Lindfield, 12 giugno 1897 – 30 luglio 1968) è stata un medico ed ematologa australiana, fondatrice del primo servizio trasfusioni di sangue della Croce Rossa Australiana.

## Biografia e carriera
Si laureò presso l'Università di Melbourne in Scienze nel 1918 e in Medicina e Chirurgia nel 1922. Dopo gli studi universitari, nel 1922 iniziò la sua carriera medica presso il Walter and Eliza Hall Institute of Medical Research di Melbourne e dal 1928 al 1934 lavorò come batteriologa al Royal Melbourne Hospital prima di aprire uno studio privato come patologa. Continuò comunque a lavorare part-time come ricercatrice presso l'Hall Institute tra il 1934 e il 1946 e presso i Commonwealth Serum Laboratories tra il 1939 e il 1944. Fu inoltre direttrice onoraria di patologia presso il Queen Victoria Hospital.
A partire dal 1929 fu direttrice fondatrice del primo servizio di trasfusione di sangue in Australia presso la Croce Rossa di Victoria, dove si occupava di individuare le procedure relative agli screening per i donatori e alla tipizzazione e conservazione del sangue, supervisionando anche la costituzione della prima riserva di sangue per affrontare eventuali calamità naturali.
Durante la seconda guerra mondiale fu arruolata con il grado di Maggiore nell'Australian Army Medical Corps, il corpo sanitario dell'esercito australiano. Nel 1944 fu invitata negli Stati Uniti con la biochimica Marjorie Bick per studiare gli sviluppi della trasfusione di sangue. In seguito viaggiò per studiare i metodi clinici legati alla trasfusione e poté apprendere i metodi di produzione di massa utilizzati dall'azienda farmaceutica Cutter Laboratories di Berkeley (California) e utilizzarli per confezionare e spedire plasma e sangue da lanciare con paracadute nelle zone di guerra del Pacifico.
Si ritirò dall'attività presso la banca del sangue nel 1945, ma continuò ad essere presidente onorario del comitato di trasfusione fino al 1966. Nel 1965 pubblicò un libro sulla storia del servizio trasfusionale, An Abiding Gladness, ma in carriera fu autrice di numerose pubblicazioni scientifiche.

## Onorificenze
A Lucy Bryce è intitolato il cratere Bryce sulla superficie del pianeta Venere e il quartiere di Bryce Place a Canberra prende il suo nome.